# DA-Notice
En Grande-Bretagne, une DA-Notice (abréviation de Defence Advisory Notice), aussi appelée une D-Notice jusqu'en 1993, est une demande du gouvernement britannique auprès des éditeurs de ne pas publier ou de ne pas diffuser à propos de certains sujets en raison de la sécurité nationale.
Les D-Notices et les DA-notices sont simplement des demandes, pas des obligations. Elles n'ont donc aucune force légale. En conséquence, les éditeurs peuvent refuser d'y accéder, mais, le plus souvent, ils acceptent.
Le système des D-Notices a été introduit en 1912, parrainé de façon volontaire par un comité, lequel était chapeauté par un secrétaire-adjoint du War Office et un représentant de la Press Association (une agence de presse britannique spécialisée dans les nouvelles qui représente plusieurs petits journaux).
En 1971, toutes les D-Notices en vigueur ont été annulées. Elles ont été remplacées par un ensemble de D-Notices qui proposaient des principes sur lesquels s'appuyer avant de s'opposer à une publication (ou à une diffusion). Elles proposaient également un mécanisme pour demander conseil au secrétaire du Defence, Press and Broadcasting Advisory Committee (DPBAC).
En 1993, elles ont été renommées DA-Notices.
Depuis 2006, il y a cinq types de DA-Notices :
1. DA-Notice 01 : Military Operations, Plans & Capabilities ((fr) « opérations [militaires britanniques], objectifs et moyens »)
2. DA-Notice 02 : Nuclear and Non-Nuclear Weapons and Equipment ((fr) « Armes et équipements, qu'ils soient nucléaires ou non »)
3. DA-Notice 03 : Ciphers and Secure Communications ((fr) « chiffrement et communications sécurisées »)
4. DA-Notice 04 : Sensitive Installations and Home Addresses ((fr) « Installations essentielles et adresses personnelles »)
5. DA-Notice 05 : United Kingdom Security & Intelligence Special Services ((fr) « Sécurité du Royaume-Uni et service de renseignement »)

À la suite d'une révision en 2015, le comité émettant les DA-Notices a reçu le nouveau nom de Defence and Security Media Advisory (DSMA) Committee.
En Australie
Ce terme a aussi été utilisé en Australie pendant la Guerre froide. Certaines D-Notices visaient le défecteur soviétique Vladimir Petrov, un diplomate, et son épouse, alors que d'autres visaient les opérations d'un centre militaire de communications situé à Pine Gap et maintenu conjointement par les États-Unis et l'Australie.